# Walter E. North

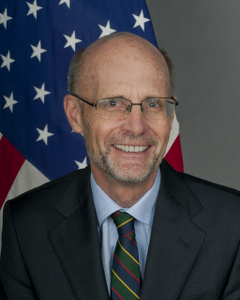
Walter e. North

Walter North é um diplomata dos Estados Unidos. É o atual embaixador dos Estados Unidos na Papua-Nova Guiné, Ilhas Salomão e Vanuatu, desde 7 de novembro de 2012.